# Mausoleo Imamzade
El mausoleo Imamzade o mezquita Goy Imam (en azerí: Imamzadə türbəsi) está situado 7 kilómetros al norte de Gəncə. En el cementerio donde se erige el mausoleo, hay una serie de mezquitas, minaretes y otros monumentos.

## Arquitectura
El mausoleo es el monumento importante del complejo y tiene una forma rectangular. Aparentemente, el edificio fue restaurado y reconstruido varias veces. El mausoleo consta de dos pisos.

## Historia del mausoleo
El mausoleo fue construido de fines del siglo XIV y principios del siglo XV. La mezquita, la cripta y otras tumbas del complejo fueron construidos en el siglo XVII.
Entre 1878 y 1879 el mausoleo se restauró por gran iniciativa del mayor general Israphil bey Yadigarzade.
El 1 de marzo de 2010 el presidente de Azerbaiyán, Ilham Əliyev firmó un decreto para la reparación y restauración del monumento.